# Matton (rivière)
Pour les articles homonymes, voir Matton.
Le Matton, parfois aussi appelé le Banel, est une petite rivière française qui coule dans le département des Ardennes. C'est un affluent de l'Aulnois en rive gauche, donc un sous-affluent de la Meuse par la Chiers.

## Géographie
Le Matton naît dans le bois du Banel, le long de la frontière franco-belge, à 243 m d'altitude, sur le territoire de la commune de Matton-et-Clémency, localité située dans le département des Ardennes, au sein des régions fort arrosées du rebord sud du massif ardennais. 
Elle coule du nord-est vers le sud-ouest sur 7,9 km.
Le Matton se jette dans l'Aulnois (rive gauche) sur le territoire de la ville de Carignan, à 165 m d'altitude, peu avant le confluent de l'Aulnois avec la Chiers.

### Communes et canton traversés
dans le département des Ardennes, le Matton traverse les deux communes suivantes, d'amont en aval, de Matton-et-Clémency (source) et Carignan (confluence).
Soit en termes de cantons, le ruisseau de Matton prend source et conflue dans même canton de Carignan, dans l'arrondissement de Sedan.

### Bassin versant
Le Ruisseau de Matton traverse une seule zone hydrographique L'Aulnois. (B464) pour une superficie de 57 km2. Ce bassin versant est constitué à 53,98 % de « territoires agricoles », à 42,11 % de « forêts et milieux semi-naturels », à 4,04 % de « territoires artificialisés ».  

### Organisme gestionnaire
L'organisme gestionnaire est le SIAC ou syndicat intercommunal d'Aménagement de la Chiers et de ses affluents, sis à Longuyon.

## Affluents
Le ruisseau de Matton a trois affluents référencés :
- le ruisseau du Banel (rg), 3,4 km sur les trois communes de Matton-et-Clémency (confluence), Les Deux-Villes, Tremblois-lès-Carignan (source).
- le ruisseau de l'Aunois (rg), 3,9 km sur les trois communes de Matton-et-Clémency (confluence), Les Deux-Villes (source), Carignan (source).
- le ruisseau des Deux Villes (rg), 3,9 km sur les deux communes de Les Deux-Villes (source), Carignan (confluence).

Donc son rang de Strahler est de deux.

## Hydrologie

### Le ruisseau de Matton à Carignan
Le module du Matton, au confluent avec l'Aulnois vaut 0,765 m3/s pour un bassin versant de 40,6 km2. 

### Lame d'eau et débit spécifique
La lame d'eau écoulée dans le bassin est de 594 millimètres par an, ce qui est élevé mais correspond aux normes des cours d'eau de la région (Semois, Aulnois...). C'est nettement supérieur à la moyenne de la France, tous bassins confondus, et aussi à la moyenne du bassin français de la Meuse (450 millimètres par an à Chooz, à la sortie du territoire français). Son débit spécifique ou Qsp atteint 18,84 litres par seconde et par kilomètre carré de bassin[réf. nécessaire].